# Алвеола
Алвеолата (на латински: alveolus – малка кухина) е полусферично образувание в белия дроб, участващо в процеса дишане, чрез газообмена, който се осъществява с капилярите. При процеса вдишване, алвеолите издърпват кислорода от въздуха и го вкарват в неокислената кръв, а при издишване – изпомпват въглеродния диоксид от кръвта.

## Видове
- Белодробни алвеоли (на латински: alveoli pulmonis) – малките мехурчета, с които завършват многобройните разклонения на бронхите.
- Зъбни алвеоли (на латински: alveoli dentales) – килийките на горната и долната челюст, в които са поместени корените на зъбите.